# Triebstock

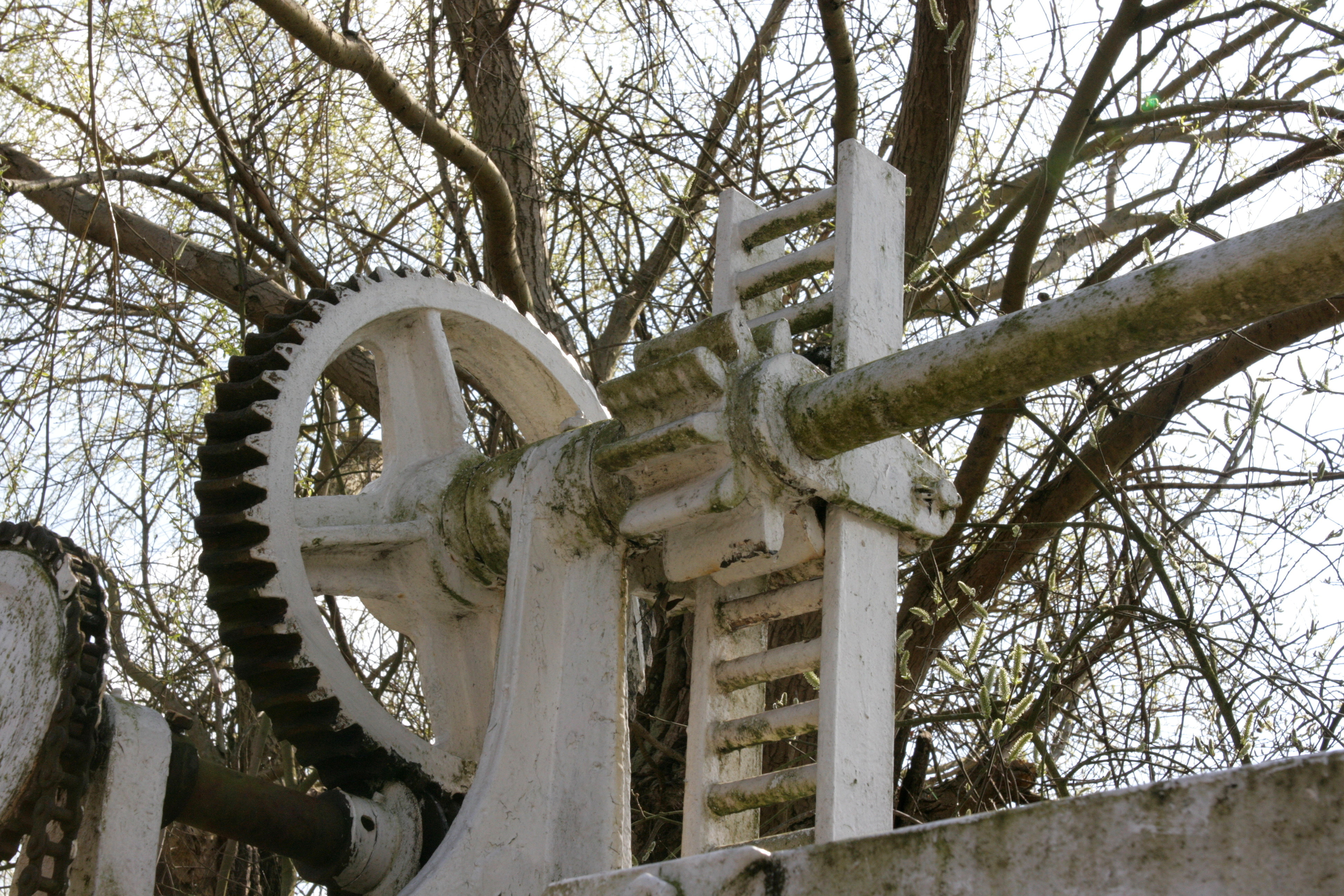
Triebstock um ein Hubschütz zu bewegen.

Ein Triebstock ist ein Maschinenelement der Antriebstechnik. Er ist eine Art einfacher Zahnstange, die aus zwei seitlichen langen Blechen besteht, die in regelmäßigem Abstand gebohrt sind und mittels eingeschweißten Bolzen verbunden. Anders ausgedrückt ist ein Triebstock eine Art waagerecht verlegte Leiter, an der ein Zahnrad, das an den Bolzen eingreift und klettert, eine Maschine fortbewegt. 

## Nutzung
Triebstöcke und Triebstockräder sind oft im Bergbau untertage als Antriebselemente für langsame Bewegungen anzutreffen, wie das Fortbewegen von Walzenladern im Streb.
Das Triebstockrad wird oft elektrisch an einem Untersetzungsgetriebe angetrieben, oder mittels eines langsamdrehenden Hydraulikmotors.

## Herstellung
Ein Triebstock ist im Vergleich zu einem Zahnrad oder einer Zahnstange vergleichsweise einfach herzustellen und dennoch stabil und solide. Die Triebstockverzahnung kann sehr einfach so ausgelegt werden, dass auch große Verschmutzungen nicht zu Funktionsstörungen des Antriebs führen. Für hohe Geschwindigkeiten allerdings sind Triebstöcke nicht gut geeignet.
Auch für extrem hohe Kräfte sind Triebstockverzahnungen in aller Regel weniger geeignet, da das Triebstockrad oftmals am Grundkreis stark ausgerundet ist und damit der Zahnfuß geschwächt ist.
Triebstöcke werden normalerweise in einer Länge gebaut, die ein Gewicht ergibt, das noch von Hand durch einen oder zwei Menschen vernünftig bewegt werden kann (25 kg // 50 kg). Die Länge eines Triebstocks überschreitet in aller Regel zwei oder drei Meter nicht. An den benachbarten Triebstock wird er mittels Laschen im gleichen Rastermaß angebunden. Damit ist eine prinzipiell endlose Antriebs-Weglänge möglich.
Einfach vergleichbar ist ein Triebstock und sein Triebstockrad mit einer Zahnstange und dem Zahnrad einer Bergbahn, mit dem einzigen Unterschied, dass Zahnstange und Zahnrad mittels Wälzfräsen wesentlich genauer und teurer gefertigt werden müssen, von Verschmutzungen freigehalten werden müssen und sich für höhere Bewegungsgeschwindigkeiten eignen. 